# Brother Jack McDuff
 Eugene McDuffy, conegut com a  Brother Jack McDuff  (Champaign, Illinois, 17 de setembre de 1926 - Minneapolis, Minnesota, 23 de gener de 2001) va ser un organista, pianista i compositor estatunidenc de jazz.